# Dikrella californica
Dikrella californica är en insektsart som först beskrevs av Lawson 1930.  Dikrella californica ingår i släktet Dikrella och familjen dvärgstritar. Utöver nominatformen finns också underarten D. c. imbellis.